# تل جوی خنیمه
تل جوی خنیمه مربوط به دوران پیش از تاریخ ایران باستان - دوران‌های تاریخی پس از اسلام است و در شهرستان ممسنی، روستای خنیمه واقع شده و این اثر در تاریخ ۲۵ اسفند ۱۳۷۹ با شمارهٔ ثبت ۳۴۲۵ به‌عنوان یکی از آثار ملی ایران به ثبت رسیده است.